# American Stock Exchange

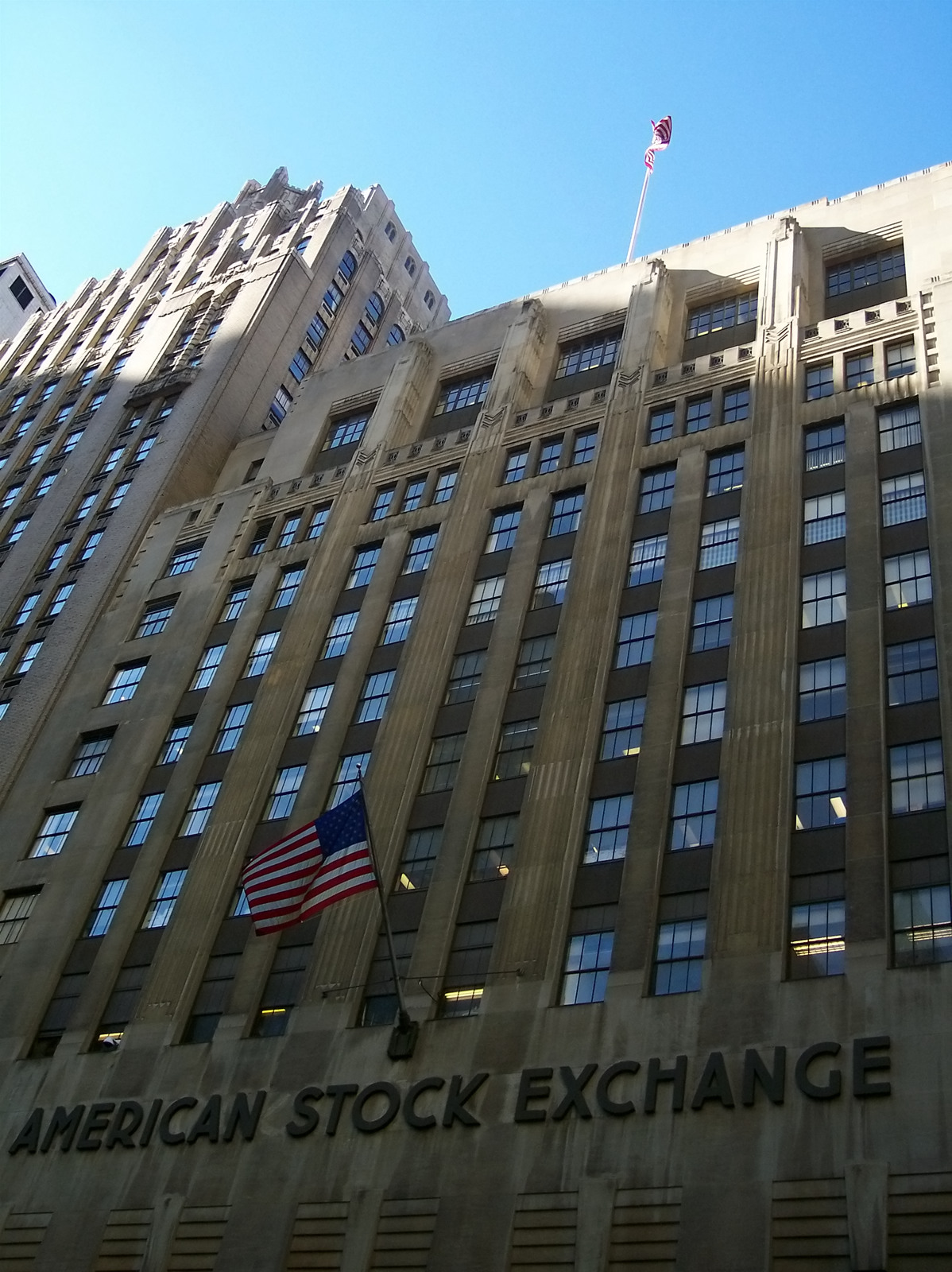
American Stock Exchange

NYSE Alternext U.S., tidigare American Stock Exchange (AMEX) är en amerikansk börs i New York. Fram till 1953 var den känd som New York Curb Exchange. 17 januari 2008 meddelade NYSE Euronext att de skulle ta över American Stock Exchange för 260 miljoner dollar i aktier, vilket fullföljdes i oktober samma år.